# Maud Wood Park
Maud Wood Park, née le 25 janvier 1871 à Boston et morte le 8 mai 1955 à Reading, est une militante américaine en faveur du droit de vote et des droits des femmes. Elle est la première présidente de la League of Women Voters et fait notamment campagne en faveur du Dix-neuvième amendement qui reconnaît le droit de vote aux femmes en 1920.

## Biographie
Maud Wood naît à Boston en 1871, elle est la fille de James Rodney Wood, un détective privé, et de Mary Russell Collins. Elle fait ses études secondaires à Boston puis à la St Agnes School d'Albany, dans l'État de New York. Elle enseigne  à Bedford et Chelsea, dans le Massachusetts, de 1890 à 1895, puis s'inscrit en 1895 au Radcliffe College, où elle est l'une des deux seules étudiantes à soutenir le droit de vote des femmes. Elle invite notamment Alice Stone Blackwell à prendre la parole à Radcliffe. Elle est invitée à prendre la parole au dîner annuel de la Massachusetts Woman Suffrage Association (en) alors qu'elle est en dernière année . Elle se fiance à Charles Park qu'elle épouse en 1897. Celui-ci meurt en 1904 et le couple n'a pas d'enfants. Elle obtient son diplôme avec « highest honors » en 1898. En 1900, elle assiste à la convention de la National American Woman Suffrage Association où elle découvre, qu'à  29 ans, elle est la plus jeune déléguée présente. Décidée à trouver davantage de jeunes femmes prêtes à s'impliquer dans le mouvement, elle forme, avec l'aide d'Inez Haynes Irwin, la College Equal Suffrage League. Par la suite, elle se rend dans plusieurs universités et écoles pour promouvoir la ligue et parvient à créer des antennes dans plus de trente États,,.
Carrie Chapman Catt, une autre militante des droits des femmes et amie de Maud, la recrute pour faire campagne pour le 19e amendement à Washington. Cet amendement garantirait le droit de vote aux femmes américaines. Maud fait partie des fondateurs de la Boston Equal Suffrage Association for Good Government (en), qui voit le jour en 1901. Cette association devient la League of Women Voters de Boston lorsque le Dix-neuvième amendement est ratifié en 1920. Maud assure le secrétariat de direction du mouvement pendant douze ans, avant d'en devenir la première présidente en 1920. Elle se remarie secrètement en août 1908 avec Robert Hunter, un ami d'enfance devenu directeur de théâtre. En 1924, elle doit démissionner de ses fonctions de présidente, pour des raisons de santé,. Elle reste cependat conseillère de l'organisation de 1925 à 1928.
En 1924, elle se charge également d'organiser le groupe de lobbying connu sous le nom de Women's Joint Congressional Committee (en), dont elle est présidente. Ce groupe se révèle déterminant dans l'adoption du Sheppard–Towner Act (en) de 1921 et du Cable Act (en) de 1922, deux lois qui représentent une grande avancée en matière de droits des femmes,.

## Implication au sein de la National American Woman Suffrage Association
De 1917 à 1919, Maud gère le lobbying de la National American Woman Suffrage Association, sa mission principale étant que le Congrès approuve l'amendement accordant le droit de vote aux femmes. Maud Wood Park assure la formation de volontaires chargés de se rendre à Washington et de faire pression sur leurs représentants au Congrès. Elle a, ainsi, développé des stratégies pour pousser à l'adoption de l'amendement, y compris la constitution de dossiers secrets sur les membres du Congrès. Au lendemain de la Première Guerre mondiale, le Congrès ne débat plus que sur les questions liées à la guerre mais, grâce à ses contacts, Maud Wood Park réussit à faire en sorte qu'un comité spécial consacré au droit de vote des femmes soit constitué,. Ce comité approuv l'amendement concernant le droit de vote des femmes, de même que la Chambre des représentants en 1918, le Sénat en 1919, avant d'être ratifié par le Gouvernement fédéral en 1920 .

## Autres engagements associatifs

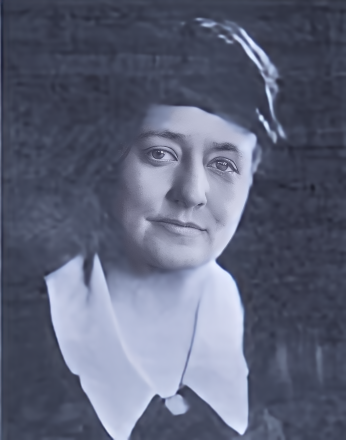
Maud Wood Park, 1921

En 1900, Maud Wood Park et Inez Haynes créent la College Equal Suffrage League dans le but de rassembler davantage de jeunes femmes instruites au sein du mouvement pour défendre la cause. Leur principal objectif étant de recruter d'anciennes camarades d'université capables de diriger d'autres antennes . En 1904, Harriot Eaton Stanton Blatch and Caroline Lexow les invitent à créer des antennes de la ligue dans tout l'état de New York  et, en 1906, Association nationale pour le suffrage des femmes américaines (NAWSA) leur demande de poursuivre leurs efforts et de créer des organisations similaires à travers tout le pays . Maud Wood Park fait également partie des fondateurs de la Boston Equal Suffrage Association for Good Government (BESAGG) de même que Pauline Agassiz Shaw et Mary Hucheson Page. Rebaptisée League of Women Voters, en 1920, lorsque le droit de vote est accordé aux femmes, l'association fait de Maud sa présidente. Elle assure cette fonction jusqu'en 1924 et s'attache, pendant ce laps de temps, à recruter et former de nouveaux membres à travers tout le pays . En outre, elle aide et dirige le Women's Joint Congressional Committee (en) chargé de faire passer la Sheppard–Towner Act (en) en 1921 et la Cable Act (en) en 1922 .

## Fin de vie et postérité
Maud Wood Park initie la création de la Schlesinger Library, le 26 août 1943, en faisant don de la collection de ses écrits, livres et autres objets commémoratifs de femmes réformatrices de Radcliffe. Cette donation donnera naissance à la bibliothèque de recherches dénommée Women's Archives, renommée en 1965 en l'honneur d'Elizabeth Bancroft Schlesinger et de son époux Arthur M. Schlesinger, deux fervents supporters de la mission de la bibliothèque.
Maud Wood Park meurt le 8 mai 1855 à Reading, dans le Massachusetts, à l'âge de 84 ans.